# Çayoba
Çayoba è un comune dell'Azerbaigian situato nel distretto di Astara. Conta una popolazione di 1.224 abitanti.